# Jean-Loup Longnon

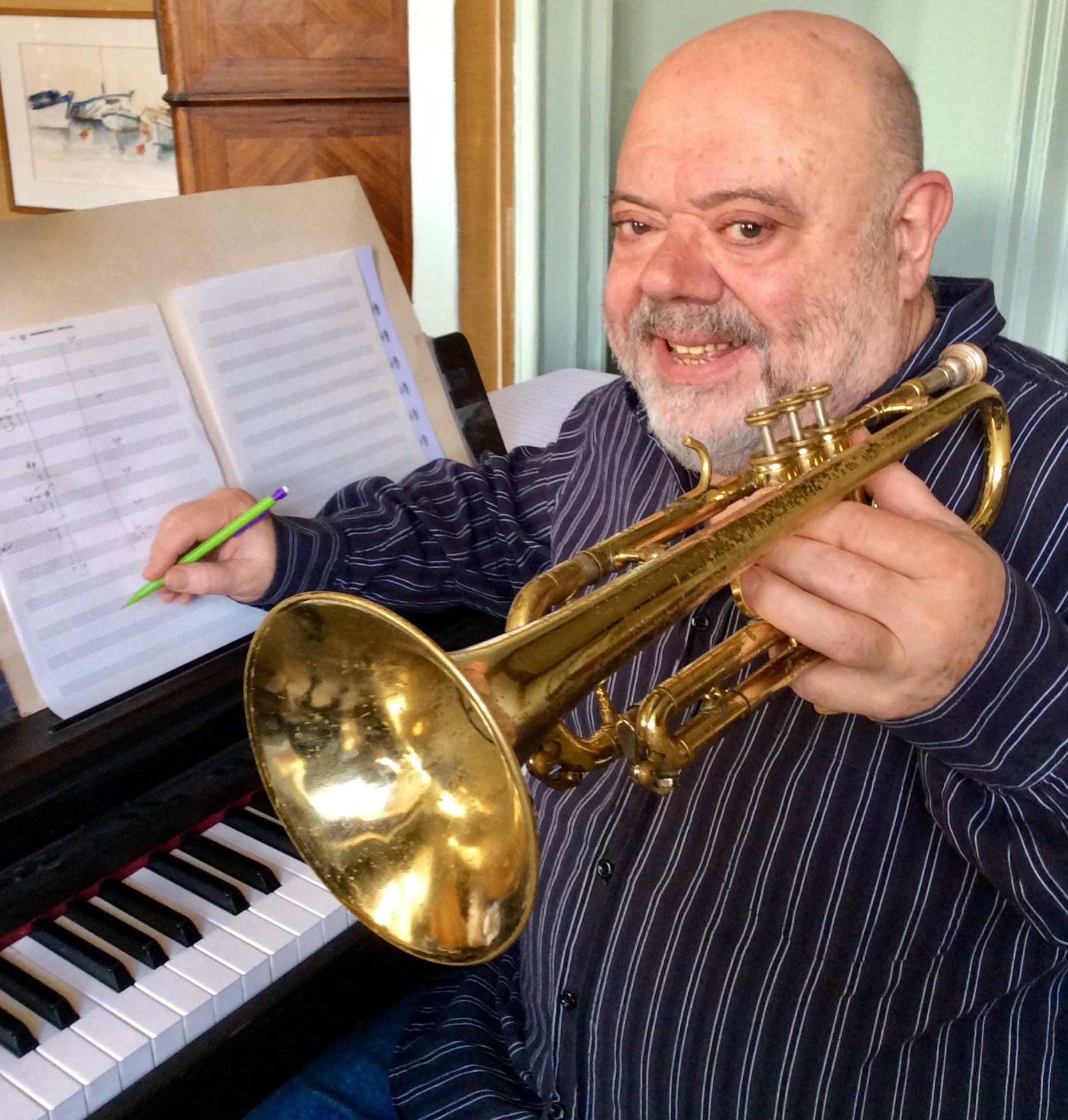
Jean-Loup Longnon, 2019

Jean-Loup Longnon (* 2. Februar 1953 in Paris) ist ein französischer Jazz-Trompeter, Komponist und Arrangeur des Modern Jazz.

## Leben und Wirken
Longnon stammt aus einer Familie von Literaten und Musikern und lernte zunächst Klavier und Cello, wandte sich aber mit 15 Jahren dem Jazz zu, wo er nach eigenen Worten überwiegend autodidaktisch (mit Dizzy Gillespie als Vorbild) sein Instrument erlernte. Gleichzeitig interessierte er sich schon früh für Komposition. Er spielt seit Jahren mit eigenen kleinen Gruppen und eigener Bigband. Er arbeitete u. a. mit den in Frankreich ansässigen Kenny Clarke, Martial Solal, Stéphane Grappelli, Michel Petrucciani, Eddy Louiss aber auch mit Dizzy Gillespie (den er seinen Freund nennt), Wynton Marsalis, Randy Brecker, Clark Terry, Stan Getz. 1999 veröffentlichte er die Live-Aufnahme „Bop Dreamer“ vom Jazzfestival in Marciac (Pygmalion Records, mit seinem Septett, besetzt mit zwei Trompeten und zwei Tenorsaxophonen). „Cyclades“ (JMS/Sony, 1992, inspiriert durch die gleichnamigen griechischen Inseln mit Titeln wie Naxos, Mikonos) ist das Ergebnis eines Projekts mit über 90 Musikern (brasilianische Sänger wie Mônica Passos und Perkussionisten mit einer portugiesischen Marseillaise-Version, Symphonieorchester, Bigband, Stéphane Grappelli u. a., Longnon auch mit Scat-Gesang). Mit dem Pianisten Louis Mazetier nahm er das Album „Just Friends“ auf, in dem Bebop auf Stride-Piano stößt.
Als Komponist ist er nach eigenen Worten neben Jazz (Bop) auch von klassischen Komponisten wie Claude Debussy, Maurice Ravel und Henri Dutilleux beeinflusst (hinzuzufügen wären Igor Strawinsky, Francis Poulenc, Darius Milhaud und brasilianische Musik).
Longnon gewann 1991 den Prix Django Reinhardt der französischen Académie du Jazz (sowie deren Boris-Vian-Preis) sowie 1995 den Django d’Or als bester französischer Jazzmusiker.